# 本池秀夫
本池 秀夫（もといけ ひでお､1951年 - ）は日本の人形作家、レザーアーティスト。鳥取県米子市出身。
主に制作している作品は日常の一部分や動物を題材としたものである。師も道具も無い状態から始め、ぬらした革を型に載せて成型する独自の技法を確立させた。
2020年頃に松江市内大根島付近にある無人島を購入。それから仕事の合間を縫って不法投棄されたゴミを除去するなど開拓を進め、2024年6月頃自らがプロデュースするグランピング施設「EXTRAORDINARY PLACE MOTOSHIMA」を島内に開業させた。
息子が3人居て、いずれも革や銀細工の職人である。2021年に開館した本池美術館には次男の作品も展示されており、将来も展示ができるよう館名は苗字だけとなっている。

## 略歴
- 1951年 - 鳥取県西伯郡大篠津村（現米子市）に生まれた。
- 大篠津小学校、美保中学校、米子工業高校、日本大学文理学部体育学科に学ぶ。
- 1971年 - 大学在学中に『アトリエMOTO’S』を主宰。
- 1973年 - 渡欧。帰国後、人形作家への道を志す。
- 1975年 - 渋谷パルコでのノーマン・ロックウェル展に賛助出品。
- 1976年 - 西武デパートにて初個展を開催。
- 1980年 - 帰郷し『アトリエMOTO’S』を米子市大篠津町に移す。
- 1988年 - 作品集「LEATHER DOLLS 老人と子供」を発行
- 2009年 - 米子市美術館25周年特別企画展『本池秀夫 革の世界』開催
- 2010年 - 島根県立石見美術館企画展『本池秀夫 革の世界 LEATHER ART WORKS OF HIDEO MOTOIKE』 開催。
- 2013年 - テレビ朝日徹子の部屋出演。
- 2014年 - 新見美術館『本池秀夫 革の世界展 LEATHER ART WORKS OF HIDEO MOTOIKE』開催。
- 2016年 - 鳥取県より革工芸の「無形文化財保持者」に認定される[1]。
- 2021年 - 米子市大篠津町に本池美術館を開設[1]。
- 2024年 - 松江市にEXTRAORDINARY PLACE MOTOSHIMAを開設[2]。旭日双光章受章[3]。